# Càmera de Schmidt

Raigs òptics dins d'una càmera de Schmidt

La càmera de Schmidt, o comunament dit el telescopi de Schmidt, és una càmera astronòmica dissenyada per a proveir amplis rangs de vista amb aberracions limitades. Altres dissenys similars són la càmera de Wright i el telescopi Lurie-Houghton

## Invenció i disseny
La càmera de Schmidt va ser inventada per Bernhart Schmidt el 1930. Els seus components òptics són un mirall primari esfèric senzill i un lent corrector asféric, conegut com a plat corrector, localitzat al centre de la curvatura del mirall primari. La pel·lícula o el detector és col·locat dins de la càmera en el primer enfocament.
Les càmeres de Schmidt tenen plans focals molt corbats que permeten reflectir millor la realitat amb el control del coma i l'astigmatisme. En alguns casos el detector es fabrica corb, en altres mitjans aquest és mecànicament ajustat a la forma del pla focal mitjançant l'ús de clips de retenció o perns, o per l'aplicació de buit.

## Aplicacions

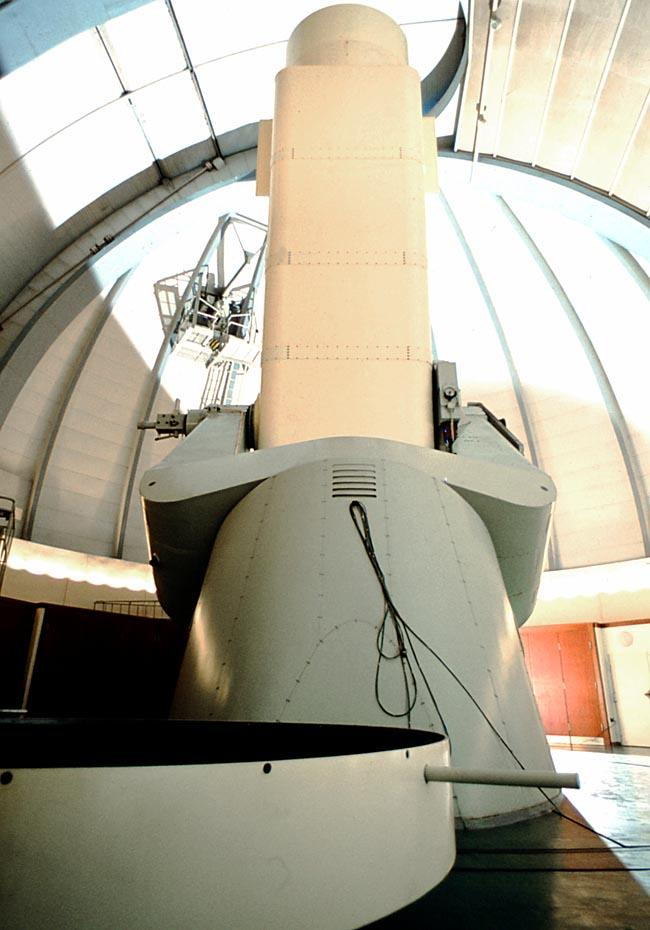
El telescopi de Schmidt de l'observatori Karl Schwarzschild és la càmera de Schmidt més gran del món.

La càmera de Schmidt és usada típicament com un instrument de recopilació de dades, per a programes d'investigació en els quals una gran quantitat de cel ha de ser observada. Aquests inclouen investigacions astronòmiques, recerques de cometes i asteroides i la recerca de novas.
A principis dels 70, Celestron comercialitzar una càmera de Schmidt de 8 polzades. La càmera va ser dissenyada a la fàbrica i va ser feta de materials amb baixos coeficients d'expansió. Els primers models requerien que el fotògraf tallés i desenvolupés quadres individuals de 35 mm, ja que el sostenidor de la pel·lícula fotogràfica només podia sostenir un quadre de la pel·lícula. Van ser produïdes al voltant de 300 càmeres de Schmidt per part de Celestron.
A més, les càmeres de Schmidt i els seus dissenys derivats són freqüentment utilitzats per rastrejar satèl·lits artificials en òrbita terrestre.
El sistema de Schmidt va ser popular, usat a la inversa, per a sistemes de projecció de televisió. Grans projectors de Schmidt van ser utilitzats en els cinemes i sistemes tan petits com de 8 polzades van ser fets per a ús casolà.
Un telescopi de Schmidt va ser el cor del satèl·lit Hipparcos de l'Agència Espacial Europea (1989-1993). Això va ser usat en la investigació feta pel Hipparcos que va mesurar les distàncies de més d'un milió d'estrelles amb una precisió sense precedents. Això va incloure el 99% de les estrelles de fins a magnitud 11. El mirall esfèric usat en el telescopi era increïblement exacte. Si aquest fos comparat en escala amb la grandària de l'Oceà Atlàntic, irregularitats en la seva superfície serien d'al voltant d'1 dm d'altura.
Una altra càmera de Schmidt famosa i productiva és la del telescopi Oschin Schmidt en l'observatori Palomar, que va ser usat en la "Palomar Observatory Sky Survey" (POSS, 1958) de la societat National Geographic. El telescopi de Schmidt de l'observatori Karl Schwarzschild és la càmera de Schmidt més gran del món.